# Chrinephrium gogoii
Chrinephrium gogoii är en kärrbräkenväxtart som först beskrevs av Fraser-jenkins, och fick sitt nu gällande namn av Mazumdar. Chrinephrium gogoii ingår i släktet Chrinephrium och familjen Thelypteridaceae. Inga underarter finns listade.